# Kunów (powiat zgorzelecki)
Kunów (niem. Kuhna) – wieś (dawne miasto) w Polsce położona w województwie dolnośląskim, w powiecie zgorzeleckim, w gminie Zgorzelec.

## Położenie
Kunów to mała wieś o skupionej zabudowie leżąca na Pogórzu Izerskim, na Równinie Zgorzeleckiej, na wysokości około 200–205 m n.p.m. Po miejskich tradycjach zachował się rynek.

## Podział administracyjny
W latach 1975–1998 miejscowość należała administracyjnie do województwa jeleniogórskiego.

## Zabytki
Do wojewódzkiego rejestru zabytków wpisany jest:
- zespół pałacowy, z pierwszej połowy XVIII w., XIX w.
  - pałac, okazały, z charakterystyczną wieżą. Nad wejściem do pałacu znajduje się portal z wyrzeźbioną leżącą postacią wspartą o czaszkę, a obok napis w języku łacińskim: Hodie mihi, cras tibi - Dzisiaj mnie, jutro tobie. Portal przyozdobiony jest czterema herbami rodzin: von Warnsdorf, von Rechenberg, von Schaffgotsch oraz von Hoberg.
  - park